# Burtonulla sibogae
Burtonulla sibogae är en svampdjursart som beskrevs av Borojevic och Boury-Esnault 1996. Burtonulla sibogae ingår i släktet Burtonulla och familjen Levinellidae.
Artens utbredningsområde är havet kring Indonesien. Inga underarter finns listade i Catalogue of Life.